# Marilia Andrés Casares
Pour les articles homonymes, voir Andres (homonymie) et Casares (homonymie).
Andrés  Casares est un nom espagnol. Le premier nom de famille, en général paternel, est Andrés ; le second, en général maternel, souvent omis, est Casares.
Marilia Andrés Casares est une chanteuse et auteure-compositrice-interprète espagnole, née le 17 décembre 1974 à Cuenca.

## Biographie
Durant son enfance, Marilia Andrés Casares est déjà intéressée par la musique et lorsqu'elle rencontre Marta Botía au lycée, les deux forment un groupe, Ella Baila Sola. Elles jouent dans plusieurs parcs de Madrid avant de se faire remarquer et d'enregistrer leur premier disque en 1996. Le groupe se sépare en 2001.

## Discographie
- Ella Baila Sola, 1996
- EBS, 1998
- Marta y Marilia,  2000
- Grandes Éxitos, 2001